# Mappa Selenographica
Mappa Selenographica es un atlas lunar publicado entre 1834 y 1836 en 4 partes, obra de los astrónomos alemanes Wilhelm Beer (1777-1850) y Johann Heinrich von Mädler (1794-1874). Fue la cartografía más detallada de la Luna durante cuarenta años, hasta la aparición del mapa de Julius Schmidt (1825-1884) publicado en 1878.
Tras la publicación del Mappa Selenographica, Mädler aceptó el puesto de director en el Observatorio de Dorpat en Estonia, finalizando su colaboración de años con Beer.

## Características
El mapa de Beer y Mädler fue el primero  que se presentó dividido en cuadrantes, incluyendo una escala graduada, paralelos y meridianos. En 1837 se publicó un volumen adicional titulado Der Mond, en el que se incorporaban medidas micrométricas del diámetro de 148 cráteres y la altura de 830 montañas, deducidas por el tamaño de sus sombras.
El diámetro del círculo formado por los cuatro cuadrantes del mapa es de 97,5 cm.
Su título completo en latín (también traducido al español) es: 
| Mappa SELENOGRAPHICA totam Lunae hemisphaeram visibilem complectens Observationibus propriis | (Mapa SELENOGRÁFICO de todos los hemisferios de la Luna visibles completos De observaciones propias) |

Los grabados fueron realizados por Carolus Vogel, y fue impreso en Berlín en 1834 por Simon Schropp & Soc. La obra está dedicada al rey Federico VI de Dinamarca.

## Imagen
Imagen compuesta de los cuatro cuadrantes que forman el mapa, procedentes de un ejemplar digitalizado de la Universidad de Dresde: 
|  |  |
|  |  |